# John Nicolella
John Joseph Nicolella (* 28. Mai 1945; † 21. Februar 1998 in Los Angeles, Kalifornien) war ein US-amerikanischer Filmregisseur und -produzent.

## Leben
Nicolella begann seine Karriere als Regieassistent im Film Pforte zur Hölle (1971), der unter Regie  von Ivan Passer stand. Weitere Filme folgten bald, die von Regisseur Paul Newman, u. a. Die Wirkung von Gammastrahlen auf Ringelblumen (1972), Testament in Blei (1974) mit Peter Boyle, Sweet Revenge (1976) mit Stockard Channing und Sam Waterston und Times Square – Ihr könnt uns alle mal (1980). Er war auch als Produktionsleiter von den Filmen wie Saturday Night Fever (1977) und Der Fluch des rosaroten Panthers (1983).
Im Jahr 1984 trat er in die Produktionscrew von Miami Vice und leitete einer Reihe von Episoden bis 1987. Er arbeitete weiter mit dem Show-Star Don Johnson die Leitung des Musikvideos für Johnsons Song Heartbeat aus dem Album mit dem gleichen Namen.
Er leitete auch eine Reihe von Fernsehfilmen, vor allem Mike Hammer: Murder Takes All und alle vier der Vanishing Son Filme.
John Nicolella starb im Jahr 1998 im Alter von 53 Jahren.

## Filmografie

### Als Regisseur
- 1985–1987: Miami Vice (Fernsehserie, 9 Folgen)
- 1987: Heartbeat (Musikvideo)
- 1987: Crime Story (Fernsehserie, 2 Folgen)
- 1987: Leg Work (Fernsehserie, 2 Folgen)
- 1989: Endspurt (Fernsehfilm)
- 1989: Mike Hammer: Murder Takes All (Fernsehfilm)
- 1990: Rock Hudson (Fernsehfilm)
- 1990: Super Force (Fernsehserie)
- 1990: Chicago Soul (Fernsehserie, Folge 1x08)
- 1991: Die Verschwörer (Dark Justice, Fernsehserie, Folge 1x02)
- 1991: Ein Vater auf der Flucht (Runaway Father, Fernsehfilm)
- 1992: Heiße Nächte in L.A. (Sunset Heat, Fernsehfilm)
- 1992: Melrose Place (Fernsehserie, Folge 1x13)
- 1993: Key West (Fernsehserie, Folge 1x10)
- 1994: Vanishing Son I – Der Sohn des Drachen (Vanishing Son I, Fernsehfilm)
- 1994: Vanishing Son II – Im Feuer des Drachen (Vanishing Son II, Fernsehfilm)
- 1994: Vanishing Son III – Kampf der Drachen (Vanishing Son III, Fernsehfilm)
- 1994: Vanishing Son IV – Die Rückkehr der Drachen (Vanishing Son IV, Fernsehfilm)
- 1995: M.A.N.T.I.S. (Fernsehserie, Folge 1x15)
- 1995: Heißes Pflaster Hawaii (Marker, Fernsehserie)
- 1995: The Watcher – Das Auge von Vegas (The Watcher, Fernsehserie, Folge 1x09)
- 1997: Kull, der Eroberer (Kull the Conqueror)

### Als Produzent
- 1979: Tödliche Umarmung (Last Embrace)
- 1980: L ist nicht nur Liebe (Windows)
- 1980: Times Square – Ihr könnt uns alle mal (Times Square)
- 1981: Der Fanatiker (The Fan)
- 1983: Monty, der Millionenerbe (Easy Money)
- 1984: The Lost Honor of Kathryn Beck (Fernsehfilm)
- 1984–1986: Miami Vice (Fernsehserie, 43 Folgen)
- 1987: Heartbeat (Musikvideo)
- 1991: Harlem Action
- 1996: Nash Bridges (Fernsehserie, 8 Folgen)

## Auszeichnungen
- 1985: Nominierung für den Primetime Emmy Award in der Kategorie Dramaserie für Miami Vice[1]